# آيات أبو شميس
آيات أبو شميس (مواليد 1984) هي شاعرة إسرائيلية عربية من يافا.

## حياتها
ولدت في يافا، وتعلمت في مدرسة «كوليدج دي فيرير» الفرنسية في يافا، وتتحدث خمس لغات: العربية والعبرية والفرنسية والإنجليزية والإسبانية.
نشرت أول ديوان لها بعنوان «سلة مليئة باللغات الصامتة» في عام 2013، باللغتين العربية والعبرية. وديوانها الثاني بعنوان «أنا اثنان» نشرته أيضا باللغتين في عام 2018.
فازت بجائزة الشعراء الناشئين من وزارة الثقافة الإسرائيلية عام 2015.  وسألت عن سبب كتابتها باللغة العبرية، بجانب اللغة العربية، وقالت أنها تعترف بعد سنوات طويلة من الكتابة أنها فعلا شكل من أشكال الاستعمار أو الاحتلال،  ولكن من الطبيعي أن تكتب بالعبرية - فعربيتها هي لغة مقدسة، لغة القرآن، وأنها تقلل من قدرها بكتابة أفكارها ومشاعرها اليومية.
ديوانها الثاني أنا اثنان، يعبر عن هذه الازدواجية. فتقول أنها عندما تكتب عن هويتها الفلسطينية، ينظر إليها الإسرائيليون نظرة الخيانة، وإذا كتبت بالعبرية، ينظر إليها الفلسطينيون أيضا نظرة الخيانة، لأنها تكتب بلغة مضطهديهم. لكنها تقول، «لقد تعلمت أن أعيش حياتين». 
لكن تلك الازدواجية لا تقتصر فقط على كونها فلسطينية في إسرائيل، بل هي أيضا ناشطة نسوية، ترتدي ملابس قصيرة وفقًا للمعايير الإسلامية، ولديها وشم، ولكنها أيضًا تصلي خمس مرات في اليوم وتصوم في شهر رمضان. وتعرّف نفسها على أنها مسلمة متدينة. 
موضوعات شعرها نابعة من حياتها في يافا، المدينة المحتلة، في الحياة الهامشية للفلسطينيين. قرأت شعرها في أماكن ثقافية متعددة، وطُلب منها المشاركة في مهرجانات دولية، والمساهمة في العديد من مشاريع الكتابة النسائية، مثل «نساء رمضان»، مشروع 2016 للمجلة النسوية الإلكترونية «بوليتيكال كورريت»، والتي ظهرت مقال عن سيدة مسلمة رائدة من مختلف التخصصات والمجالات في كل يوم من أيام شهر رمضان.
وترجمت بعض قصائدها ونشرت باللغة الإنجليزية. 
في عام 2015، صنعت المخرجة المستقلة نوجا كالينسكي فيلمًا قصيرًا عن أبو شميس بعنوان «اللغات الصامتة». وقد أشاد النقاد بكتابيها.   

## كتبها
- سلة من اللغات الصامتة - 2013
- أنا اثنان - 2018

## جوائز
- جائزة شولاميت ألوني - جائزة الثقافة العربية - 2019 - عن ديوانها «أنا اثنان».[14]
- جائزة سامي ميخائيل للعدالة الاجتماعية، 2020.[15]